# بوزیش
شهر بوزیش (به رومانیایی: Buziaş) در شهرستان تیمیش در کشور رومانی واقع شده‌است. جمعیت این شهر ۸٬۱۲۸ نفر  است.